# Robert Hranj
Robert Hranj (Varaždin, 5. rujna 1962.), hrvatski admiral, načelnik Glavnog stožera OS RH od 2020. do ožujka 2024., zapovjednik Hrvatske ratne mornarice od 2012. do 2015.
Hranj je rođen 5. rujna 1962. u Varaždinu. Završio je Vojnu akademiju, smjer pomorstvo i Mornaričku ratnu školu u Newportu u SAD-u. Obnašao je dužnost vojnog izaslanika u SAD-u od 1994. do 1998. godine, te niz dužnosti vezane za NATO/PfP (Partnerstvo za mir) u MORH-u. Bio je zamjenik vojnog predstavnika za NATO u Vojnom predstavništvu RH pri NATO i EU u Bruxellesu od 2009. do 2012. godine, a dužnost zapovjednika Hrvatske ratne mornarice obnašao je od studenoga 2012. do siječnja 2015.godine. Od 1. ožujka 2015. do 29. veljače 2020. obnašao je dužnost direktora Glavnog stožera OS RH, a 3. ožujka položio je prisegu kao novi načelnik Glavnog stožera. Tu dužnost je obnašao do ožujka 2024.
Odlikovan je Spomenicom Domovinskog rata, Spomenicom domovinske zahvalnosti, Redom hrvatskog pletera, Redom hrvatskog trolista, Redom kneza Trpimira te Legion of Merit (USA).

## Činovi
- 1992. - kapetan korvete
- 1993. - kapetan fregate
- 2000. - kapetan bojnog broda
- 2011. - komodor
- 2014. - kontraadmiral[1]
- 2018. - viceadmiral
- 2020. - admiral